# M/S Vindöga
M/S Vindöga är ett av Vaxholmsbolagets fartyg som byggdes för isgång på Finnboda varv 1978. Hon trafikerar vanligen Stockholms södra skärgård.
Under mellandagarna 2007 gick hon på grund strax öster om Nämdö och fick kraftig slagsida. Inga passagerare skadades.

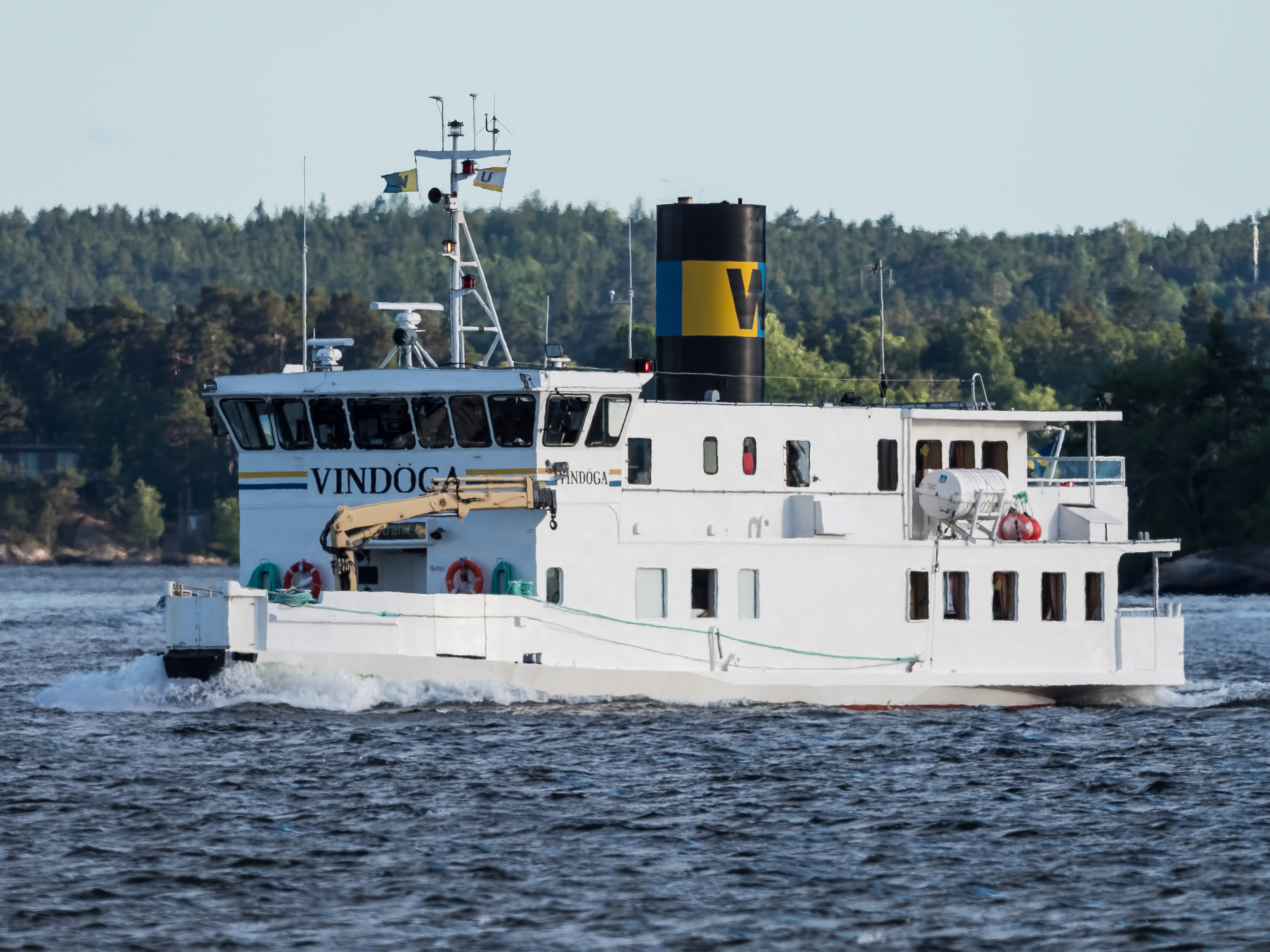
M/S Vindöga passerar Vaxholm, juni 2017.